# Tatsuya Fukuhara
Tatsuya Fukuhara (jap. 福原 辰弥, Fukuhara Tatsuya; * 8. Mai 1989 in Kumamoto Japan) ist ein japanischer Boxer im Strohgewicht und ehemaliger Weltmeister der WBO.

## Karriere
Er begann seine Profikarriere im Jahre 2008. In jenem Jahr absolvierte er insgesamt drei Kämpfe (alle drei waren auf vier Runden angesetzt). Seinen Debütkampf und seinen zweiten Kampf gewann er durch Mehrheitsentscheidung, während er sich bereits in seinem dritten Kampf klar und einstimmig nach Punkten (40:36, 40:36. 40:37) durchsetzen konnte.
Im darauffolgenden Jahr bestritt Fukuhara fünf Fights, von denen er einen verlor; zwei davon endeten unentschieden, die anderen zwei gestaltete er siegreich.
Im November des Jahres 2015 kämpfte er in einem auf 10 Runden angesetzten Kampf gegen Hiroya Yamamoto um die vakante japanische Meisterschaft und gewann einstimmig nach Punkten. Im Jahr darauf folgten drei Titelverteidigungen.
Am 26. Februar 2017 trat Fukuhara gegen den Mexikaner Moises Calleros um die Interimsweltmeisterschaft des Verbandes WBO an und gewann dieses Gefecht durch geteilte Punktrichterentscheidung (116:112, 116:112, 113:115).
Als Fukuharas Landsmann Katsunari Takayama seinen WBO-Weltmeistertitel niederlegte, wurde Fukuhara am 14. April desselben Jahres als „Interimsweltmeister der WBO“ der volle Weltmeister-Status dieses Verbandes zugesprochen.
Bereits in seiner ersten Titelverteidigung am 27. August 2017 verlor er den Gürtel durch eine Punktniederlage gegen Ryūya Yamanaka.